# Stevija
Stevija (lat. Stevia), veliki biljni rod jednogodišnjeg raslinja iz porodice Asteraceae. Najpoznatija među njima je S. rebaudiana, čiji je ekstrakt steviol glikozid, 300 – 400 puta slađi od šećera, a sam list 35 do 45 puta. 
Stevija djeluje antioksidativno, antibakterijski i antiseptički, sprječava karijes i upalu desni, ublažava probavne smetnje, pomaže u smanjenju prekomjerne tjelesne težine, jača imunološki sustav. 
Rod je raširen od Paragvaja na jugu pa preko srednje Amerike i Meksika do Arizone, Novog Meksika i Teksasa.

## Opis
Stevia je morfološki osebujan rod od preko 240 vrsta (danas 269) koji je široko rasprostranjen od zapadne Sjeverne Amerike do Argentine. Vrste uključuju i zeljasto bilje i grmlje, a sve imaju glavu s 5 listova i 5 cvjetova u kombinaciji s papusom koji je barem dijelom ljuski. Hibridizacija u kombinaciji s apomiksisom uvelike komplicira sistematiku roda na razini vrsta. Južnoamerička vrsta S. rebaudiana je komercijalno važan kao izvor umjetnog zaslađivača koji uključuje mješavinu seskviterpenoida.

## Vrste
1. Stevia achalensis Hieron.
2. Stevia alatipes B.L.Rob.
3. Stevia alexii G.S.S.Almeida & Carv.-Okano
4. Stevia alpina Griseb.
5. Stevia alternifolia Hieron.
6. Stevia amambayensis B.L.Rob.
7. Stevia amblyolepis B.L.Rob.
8. Stevia ammotropha B.L.Rob.
9. Stevia amplexicaulis Hassl.
10. Stevia anadenotricha (B.L.Rob.) Grashoff
11. Stevia anderssonii H.Rob.
12. Stevia andina B.L.Rob.
13. Stevia anisostemma Turcz.
14. Stevia apensis B.L.Rob.
15. Stevia aristata D.Don ex Hook. & Arn.
16. Stevia aschenborniana Sch.Bip.
17. Stevia baccharifolia B.L.Turner
18. Stevia balansae Hieron.
19. Stevia beckii R.M.King & H.Rob.
20. Stevia benderi Perkins
21. Stevia berlandieri A.Gray
22. Stevia bermejensis Hieron.
23. Stevia bertholdii B.L.Rob.
24. Stevia boliviensis Sch.Bip. ex Rusby
25. Stevia breviaristata Hook. & Arn.
26. Stevia breviflora Sch.Bip.
27. Stevia bridgesii Rusby
28. Stevia burkartii B.L.Rob.
29. Stevia burroana B.L.Turner
30. Stevia cajabambensis Hieron.
31. Stevia calderillensis Hieron.
32. Stevia caltepecana B.L.Turner
33. Stevia calzadana B.L.Turner
34. Stevia camachensis Hieron.
35. Stevia camporum Baker
36. Stevia caracasana DC.
37. Stevia carapariensis Cabrera & Vittet
38. Stevia cardiatica Perkins
39. Stevia catharinensis Cabrera
40. Stevia cathartica Poepp. & Endl.
41. Stevia centinelae Cabrera
42. Stevia chacoensis R.E.Fr.
43. Stevia chamaedrys Griseb.
44. Stevia chiapensis Grashoff
45. Stevia chilapensis Soejima & Yahara
46. Stevia cinerascens Sch.Bip. ex Baker
47. Stevia claussenii Sch.Bip. ex Baker
48. Stevia clinopodioides Greenm.
49. Stevia clivicola B.L.Rob.
50. Stevia coahuilensis Soejima & Yahara
51. Stevia cochabambensis Hieron.
52. Stevia collina Gardner
53. Stevia commixta B.L.Rob.
54. Stevia concordiana B.L.Turner, sp. nov.[2]
55. Stevia congesta Hook. & Arn.
56. Stevia connata Lag.
57. Stevia constricta (Grashoff) Soejima, Yahara & K.Watan.
58. Stevia copiosa J.Kost.
59. Stevia cordifolia Benth.
60. Stevia crassicephala Cabrera
61. Stevia crassifolia Soejima & Yahara
62. Stevia crenata Benth.
63. Stevia crenulata Baker
64. Stevia cruziana Malme
65. Stevia cruzii Grashoff
66. Stevia cryptantha Baker
67. Stevia cuneata Hassl.
68. Stevia cuzcoensis Hieron.
69. Stevia decumbens Greene
70. Stevia decussata Baker
71. Stevia deltoidea Greene
72. Stevia dianthoidea Hieron.
73. Stevia dictyophylla B.L.Rob.
74. Stevia discolor B.L.Rob.
75. Stevia divaricata DC.
76. Stevia dubia B.L.Rob.
77. Stevia ecatepecana Soejima, Yahara & K.Watan.
78. Stevia eclipes B.L.Rob.
79. Stevia elatior Kunth
80. Stevia enigmatica B.L.Turner
81. Stevia entreriensis Hieron.
82. Stevia ephemera Grashoff
83. Stevia estrellensis Hassl. ex B.L.Rob.
84. Stevia eupatoria Willd.
85. Stevia fiebrigii Hieron.
86. Stevia filipes Rusby
87. Stevia filodecaballoana Soejima, Yahara & K.Watan.
88. Stevia fruticosa Griseb.
89. Stevia galeopsidifolia Hieron.
90. Stevia gardneriana Baker
91. Stevia gilliesii Hook. & Arn.
92. Stevia glandulosa Hook. & Arn.
93. Stevia glanduloso-pubescens Hieron.
94. Stevia glomerata Hieron.
95. Stevia gratioloides Hook. & Arn.
96. Stevia grisebachiana Hieron.
97. Stevia heptachaeta DC.
98. Stevia herrerae B.L.Rob.
99. Stevia hilarii B.L.Rob.
100. Stevia hintonii (Grashoff) B.L.Turner
101. Stevia hintoniorum B.L.Turner
102. Stevia hirsuta DC.
103. Stevia hispidula DC.
104. Stevia hoppii B.L.Rob.
105. Stevia hypomalaca B.L.Rob.
106. Stevia iltisiana Grashoff
107. Stevia incognita Grashoff
108. Stevia involucrata Sch.Bip. ex Baker
109. Stevia isomeca Grashoff
110. Stevia jaliscensis B.L.Rob.
111. Stevia jorullensis Kunth
112. Stevia jujuyensis Cabrera
113. Stevia karwinskyana Steud.
114. Stevia kuhnioides Rusby ex B.L.Rob.
115. Stevia kuntzei Hieron.
116. Stevia lasioclada Grashoff
117. Stevia latifolia Benth.
118. Stevia lechleri Hieron.
119. Stevia lehmannii Hieron.
120. Stevia lemmonii A.Gray
121. Stevia leptophylla Sch.Bip. ex Baker
122. Stevia leucosticta B.L.Rob.
123. Stevia liebmannii Sch.Bip. ex Klatt
124. Stevia lilloi B.L.Rob.
125. Stevia lita Grashoff
126. Stevia lucida Lag.
127. Stevia lundiana DC.
128. Stevia macbridei B.L.Rob.
129. Stevia macvaughii Grashoff
130. Stevia maimarensis (Hieron.) Cabrera
131. Stevia mandonii Sch.Bip.
132. Stevia martinii B.L.Turner
133. Stevia mascotensis Soejima & Yahara
134. Stevia melancholica B.L.Rob.
135. Stevia melissifolia Sch.Bip.
136. Stevia menthifolia Sch.Bip.
137. Stevia mercedensis Hieron.
138. Stevia mexicana Soejima, Yahara & K.Watan.
139. Stevia miahuatlana B.L.Turner
140. Stevia micradenia B.L.Rob.
141. Stevia micrantha Lag.
142. Stevia microchaeta Sch.Bip.
143. Stevia minor Griseb.
144. Stevia mitopoda B.L.Rob.
145. Stevia monardifolia Kunth
146. Stevia morii R.M.King & H.Rob.
147. Stevia multiaristata Spreng.
148. Stevia myriadenia Sch.Bip. ex Baker
149. Stevia myricoides McVaugh
150. Stevia neglecta Rusby
151. Stevia nelsonii B.L.Rob.
152. Stevia neurophylla B.L.Rob. & Greenm.
153. Stevia oaxacana Soejima & Yahara
154. Stevia obovata Rusby
155. Stevia occidentalis (Grashoff) Soejima, Yahara & K.Watan.
156. Stevia okadae Cabrera
157. Stevia oligocephala DC.
158. Stevia oligophylla Soejima & Yahara
159. Stevia ophiomaches B.L.Rob.
160. Stevia ophryodonta B.L.Rob.
161. Stevia ophryophylla B.L.Rob.
162. Stevia organensis Gardner
163. Stevia origanoides Kunth
164. Stevia orizabensis B.L.Rob.
165. Stevia ovalis B.L.Rob.
166. Stevia ovata Willd.
167. Stevia pabloensis Hieron.
168. Stevia pallida Hieron.
169. Stevia palmeri A.Gray
170. Stevia parvifolia Hassl.
171. Stevia pauciflora J.Kost.
172. Stevia pearcei B.L.Rob.
173. Stevia pelophila S.F.Blake
174. Stevia pennellii B.L.Rob.
175. Stevia perfoliata Cronquist
176. Stevia petiolata Sch.Bip.
177. Stevia philippiana Hieron.
178. Stevia phlebophylla A.Gray
179. Stevia pilosa Lag.
180. Stevia plummerae A.Gray
181. Stevia pohliana Baker
182. Stevia polycephala Bertol.
183. Stevia polyphylla DC.
184. Stevia porphyrea McVaugh
185. Stevia porphyreoides Yahara & Soejima ex B.L.Turner
186. Stevia potosiensis R.M.King & H.Rob.
187. Stevia potosina Soejima, Yahara & K.Watan.
188. Stevia potrerensis Hieron.
189. Stevia pratheri B.L.Turner
190. Stevia procumbens Hieron.
191. Stevia puberula Hook.
192. Stevia punensis B.L.Rob.
193. Stevia purdiei B.L.Rob.
194. Stevia puricana B.L.Turner
195. Stevia purpusii B.L.Rob.
196. Stevia pyrolifolia Schltdl.
197. Stevia quiexobra B.L.Turner
198. Stevia rebaudiana (Bertoni) Bertoni
199. Stevia reclinata Rusby
200. Stevia regnellii Sch.Bip.
201. Stevia reinana B.L.Turner
202. Stevia resinosa Gardner
203. Stevia reticulata Grashoff
204. Stevia revoluta B.L.Rob.
205. Stevia riedelii Sch.Bip. ex Baker
206. Stevia rojasii Hassl.
207. Stevia rosei B.L.Rob.
208. Stevia rotundifolia Soejima, Yahara & K.Watan.
209. Stevia rzedowskii McVaugh
210. Stevia sabulonis B.L.Rob.
211. Stevia sahuaribana B.L. Turner, sp. nov.[2]
212. Stevia salicifolia Cav.
213. Stevia samaipatensis B.L.Rob.
214. Stevia sanguinea Hieron.
215. Stevia santacruzensis Hieron.
216. Stevia sarensis B.L.Rob.
217. Stevia satureifolia (Lam.) Lam.
218. Stevia scabrella Benth.
219. Stevia scabrelloides Soejima & Yahara
220. Stevia schiblii B.L.Turner
221. Stevia schreiteri B.L.Rob.
222. Stevia seemannii Sch.Bip.
223. Stevia seemannioides Grashoff
224. Stevia seleriana B.L.Rob.
225. Stevia selloi (Spreng.) B.L.Rob.
226. Stevia serboana B.L.Turner
227. Stevia serrata Cav.
228. Stevia setifera Rusby ex B.L.Rob.
229. Stevia soratensis Hieron.
230. Stevia spathulata Cabrera
231. Stevia stolonifera Yahara & Soejima
232. Stevia strotheriana B.L.Turner
233. Stevia stuebelii Hieron.
234. Stevia suaveolens Lag.
235. Stevia subpubescens Lag.
236. Stevia talpensis Grashoff
237. Stevia tarijensis Hieron.
238. Stevia tenuis Hook. & Arn.
239. Stevia tephra B.L.Rob.
240. Stevia tephrophylla S.F.Blake
241. Stevia tomentosa Kunth
242. Stevia totalcoana B.L.Turner
243. Stevia totorensis B.L.Rob.
244. Stevia triangularis Grashoff
245. Stevia triaristata Hieron.
246. Stevia trifida Lag.
247. Stevia triflora DC.
248. Stevia tunariensis Hieron.
249. Stevia tunguraguensis Hieron.
250. Stevia urceolata Grashoff
251. Stevia urticifolia Thunb.
252. Stevia vacana B.L.Turner
253. Stevia vaccinioides J.Kost.
254. Stevia vaga Griseb.
255. Stevia velutinella Grashoff
256. Stevia vernicosa Greenm.
257. Stevia veronicae DC.
258. Stevia verticillata Schltdl.
259. Stevia viejoana Soejima, Yahara & K.Watan.
260. Stevia villaregalis McVaugh
261. Stevia villaricensis (B.L.Rob.) Cabrera & Vittet
262. Stevia viscida Kunth
263. Stevia wageneri Hieron.
264. Stevia weberbaueri B.L.Rob.
265. Stevia westonii R.M.King & H.Rob.
266. Stevia yaconensis Hieron.
267. Stevia yalae Cabrera
268. Stevia zacatecana McVaugh
269. Stevia zaragozana B.L.Turner
270. Stevia zephyrantha Grashoff

## Vanjske poveznice
|  | Zajednički poslužitelj ima još gradiva o temi Stevia |
|  | Wikivrste imaju podatke o taksonu Stevia             |